# Professeur Mirandus
Il existe aussi un Professeur Durandus
Le professeur Mirandus est un personnage de fiction de l'univers de Mickey Mouse, scientifique et ami de Mickey Mouse, il fait son apparition dans la série Mickey et l'île volante (Island in the Sky) parue à partir de 1936 sous la plume de Floyd Gottfredson.

## Histoire
Le professeur Mirandus est un « scientifique philosophe »,qui apparaît pour la première fois en comic strip dans la série longue de Mickey Mouse dessinée par Floyd Gottfredson et scénarisée par Ted Osborne avec l'histoire Mickey et l'île volante. Sympathique mais grincheux, le professeur se montre comme méfiant envers la nature humaine du fait qu'il a été importuné plusieurs fois par le passé. C'est pour cela qu'il a décidé de s'exiler sur l’île volante pour réaliser ses expériences en toute tranquillité. À la fin de l'histoire, il décide de quitter le monde des humains et déménager son laboratoire dans l'espace.
Dès 1938, le personnage est réutilisé par le scénariste et dessinateur britannique Basile Reynolds dans un feuilleton  nommé Mickey Mouse Weekly. Même si le professeur garde sa sympathie et son côté grincheux, sa complexité et sa vision des humains disparaissent pour en faire un inventeur plus classique. Ici, il présente une machine à voyager le temps et il est présent dans l'histoire juste pour introduire la machine.
En 1959, Romano Scarpa décide de redonner la gloire du personnage en lui redonnant sa complexité avec l'histoire Mickey et la dimension Delta (Topolino e la dimensione Delta) où découragé par le fait que « le monde nous a rattrapés, moi et mes recherches atomiques », il décide de transporter son laboratoire dans une zone spatio-temporelle appelée « Dimension Delta ». Son discours sur les humains s’intéressant à ses expériences atomiques fait référence à la guerre froide. Cette dimension avec un espace infini lui permet de faire des expériences en toute sécurité comme agrandir un atome en taille humaine ce qui va lui permettre de créer Bip-Bip (Atomino en VO), personnage originale de Scarpa et qui devint un compagnon d'aventure de Mickey,.
En 1983, il est réutilisé dans des histoires françaises comme Super-Dingo et l'île d'Hara-Chid de Gino Esposito où il devient un inventeur de gadgets pour Super Dingo. En 1991, il retourne dans les histoires américaines avec la série A Snatch in Time scénarisée par Lamar Waldron et dessinée par Rick Hoover. Mais là aussi, le personnage n'est utilisé que pour présenter des inventions à la même manière que Géo Trouvetou.
Un personnage semblable et homonyme apparaît en 2006 dans L'Embarquement pour Cyberre, le troisième épisode de la série Mickey à travers les mondes (débutée en 2005) sous la plume des auteurs français Jérôme Wicky et Jean-Marc Lainé.